# Dirk Sondermann

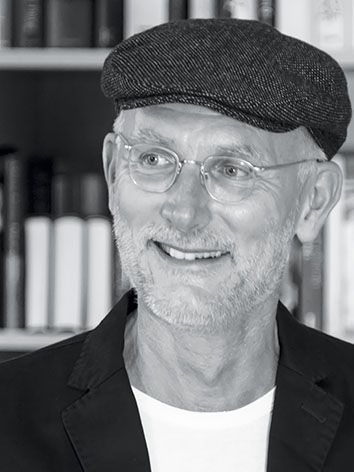
Dirk Sondermann

Dirk Sondermann (* 1960 in Bochum) ist ein deutscher Autor, promovierter Theologe und Inhaber eines Gartenbaubetriebes in Hattingen.

## Leben und Werk
Sondermann beschäftigt sich als Autor mit der regionalen Sagenwelt und gründete im Jahre 2003 das Institut für Erzählforschung im Ruhrgebiet. Seine Sammlungen von Legenden enthalten neben ausführlichen Hintergrundinformationen auch die Geokoordinaten der darin berichteten historischen Stätten. Unterstützung bei der Vermessung erhielt er insbesondere von Wolfhard Schlosser, einem Experten für Archäoastronomie. Zu den  Methoden Sondermanns zählt auch das Sammeln von Sagen bei Einheimischen, unter anderem alteingesessenen Bauern, um bisher unbeschriebene Sagen zu finden. Zu Sondermanns Lieblingssagen zählt die Sage von Goldemar auf Burg Hardenstein.
Im Jahre 2010 beteiligt sich Dirk Sondermann an RUHR.2010 – Kulturhauptstadt Europas mit dem fortlaufend aktualisierten Internetprojekt Sagenhaftes Ruhrgebiet. Er lebt heute in Hattingen.

## Werke
- Lippesagen. Von der Mündung bis zur Quelle. Henselowsky Boschmann Verlag, Bottrop 2013, ISBN 3-942094-39-8
- Ruhrsagen. Von Ruhrort bis Ruhrkopf. Henselowsky Boschmann Verlag, Bottrop, 2. Auflage, September 2005, ISBN 3-922750-60-5
- Emschersagen. Von der Mündung bis zur Quelle. Bottrop: Henselowsky Boschmann Verlag, Bottrop, 2006. ISBN 3-922750-66-4
- Bochumer Sagenbuch. Peter Pomp, Essen, 4. Auflage Dezember 2004 (1. Aufl. 1991), ISBN 3-89355-067-4
- mit Bernd Schmidt: Bochumer Sagenbuch. Hörbuch. Audio-CD. Peter Pomp, Essen, 2005. ISBN 3-89355-251-0
- Bochumer Sagen. Komplett überarbeitete, aktualisierte und erweiterte Neuauflage. F.A. Gimmterthal Verlag, Bochum, 2020. ISBN 978-3-00-066534-9
- Wattenscheider Sagenbuch. Peter Pomp, Essen, 2004, ISBN 3-89355-248-0
- Hattinger Sagenbuch. Peter Pomp, Essen, 2007, ISBN 978-3-89355-254-2
- Ritter, Räuber, Spökenkieker. Die besten Sagen aus dem Ruhrgebiet. Neu erzählt von Hartmut El Kurdi, gesammelt und ausgewählt von Dirk Sondermann. Mannheim, 2010
- Hartmut El Kurdi, Dirk Sondermann (Hrsg.): Wat soll dat denn?! Schräge Sagen aus dem Ruhrgebiet. Mit Fritz Eckenga, Jochen Malmsheimer und anderen. Hörbuch auf CD, 2010/11

Aufsätze
- König Goldemar, Haus Hardenstein und die Hardenberger im Spiegel der Sage. In: Hans Dieter Radke, Heinrich Schoppmeyer (Hrsg.): Burg Hardenstein. Geschichte und Geschichten. Witten, 1999, ISBN 3-00-004703-4, S. 161–199

Sonstiges
- Legenden und Sagen der Stadt Bochum, nacherzählt in russischer Sprache aus dem „Bochumer Sagenbuch“ von Dirk Sondermann. Hrsg. Kulturzentrum ISTOK Bochum (Selbstverlag), 2013
- Sieben Sagen, eine Ruhrsinfonie. Wolfram Buchenberg, Orchester Hagen 2011. Vertont nach Ruhrsagen.
- Vorrang für die Arbeit, Die Sozial- und Arbeitsethik Günter Brakelmanns, Ihre Entwicklung in Bezug auf das Eigentum, die Mitbestimmung und die Humanisierung der Arbeitswelt in Theorie und Praxis. LIT-Verlag, Berlin 2023 (Univ. Diss.). ISBN 978-3-643-15264-0.